# Сайберджая
Сайберджа́я (малайск. Cyberjaya, от слияния слов Са́йбер (англ. cyber — «кибер-») и джа́я (малайск. jaya) — «великий») — город с научным парком в качестве ядра, который является ключевой частью Мультимедийного суперкоридора Малайзии. Расположен в округе Сепанг, штат Селангор. Сайберджая соседствует и развивается вместе с Путраджаей, новой резиденцией правительства Малайзии. Сайберджая известна как Кремниевая долина Малайзии.
Официальная церемония открытия Сайберджаи проведена в мае 1997 года премьер-министром Махатхиром Мохамадом.
В Сайберджае расположены офисы и центры обработки данных многих транснациональных компаний.

## Место расположения

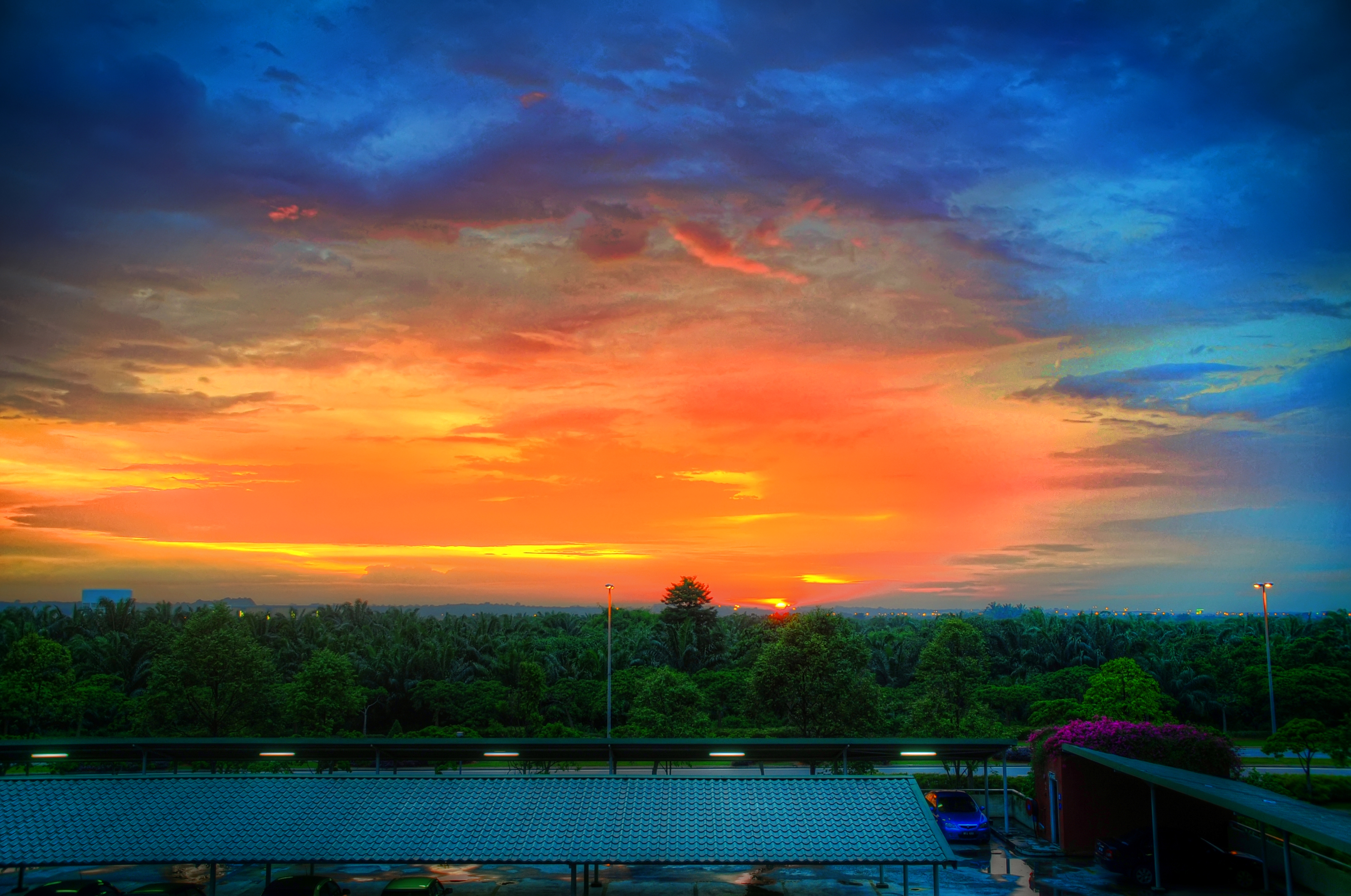
Закат над Сайберджаей (2010)

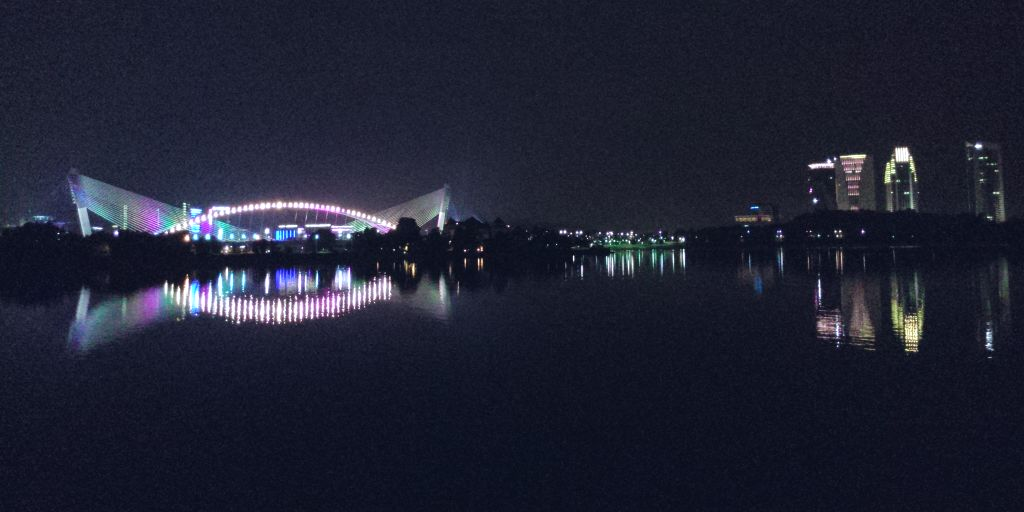
Ночной вид на озеро в саду Сайберджаи

Сайберджая расположена в мукиме Денгкил, округ Сепанг, в южной части штата Селангор, примерно в 26 км от центра Куала-Лумпура, рядом с федеральной территорией Путраджая, административной столицей правительства Малайзии.
Сайберджая расположена в центре долины реки Лангат, примерно на полпути между городами Каджанг и Бантинг, примерно в 20 км к северу от международного аэропорта Куала-Лумпур и в 40 км к северо-западу от Серембана. Другие соседние города: Пучонг, Сери Кембанган, Путра Хайтс, Дженджаром и Банги.

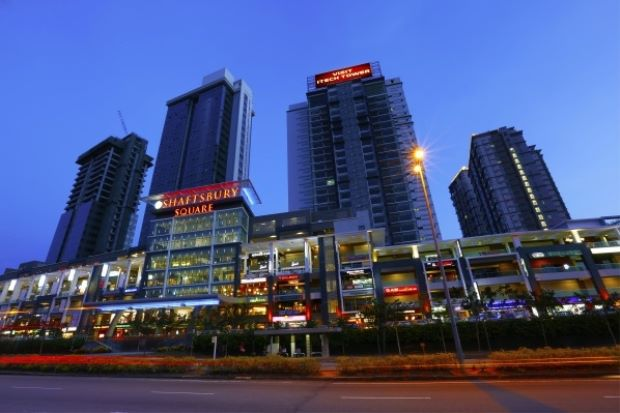
Площадь Шафтсбери, Сайберджая

## История
До 1975 года территории нынешних Сайберджаи, Путраджаи и Денгкила находились под управлением округа Хулу Лангат. На месте сегодняшней Сайберджаи когда-то стояло поместье, известное как «Пранг Бесар».
Идея города, ориентированного на информационные технологии — Сайберджаи — возникла в результате исследования, проведенного консалтинговой компанией McKinsey для Мультимедийного суперкоридора Малайзии по заказу федерального правительства Малайзии в 1995 году. Идею реализовывал Департамент городского и сельского планирования Министерства жилищного строительства и местного самоуправления. Катализатором послужило соглашение с японской компанией Nippon Telegraph and Telephone (NTT) в 1996 году о размещении научно-исследовательского центра на площадке к западу от Путраджаи.
Правительственное агентство Multimedia Development Corporation (MDC), которое контролировало создание Мультимедийного суперкоридора Малайзии, было размещено в Сайберджае, чтобы наблюдать за созданием. Земельные участки были приватизированы Cyberview Sdn Bhd (Cyberview) в начале 1997 года. В то время в Cyberview было создано совместное предприятие, в состав которого входили такие организации как Setia Haruman Sdn Bhd (SHSB), NTT, Golden Hope, MDC, Permodalan Nasional Berhad (PNB), Kumpulan Darul Ehsan Berhad (KDEB), представитель правительства Селангора.
Консорциуму Setia Haruman, включающему Renong, Landmarks, MKLand и Country Heights, было предложено взять на себя инициативу в развитии проекта. Связанные с федеральным правительством компании Telekom Malaysia и Tenaga Nasional были привлечены для обеспечения телекоммуникационной и энергетической инфраструктурой. Амбициозный план состоял в том, чтобы отработать первую фазу, включающую освоение 1430 га к 2006 году, а оставшиеся 1460 га должны быть освоены после 2011 года. Консультант по инженерному менеджменту, Pengurusan Lebuhraya Bhd (в настоящее время приобретенный Opus International Malaysia), был назначен руководить строительством инженерных сетей и инфраструктуры, курировать основные строительные фирмы Peremba и United Engineers Malaysia (UEM).
Однако из-за Азиатского финансового кризиса в конце 1997 года данный проект был признан нежизнеспособным и потребовалась передачи правительству 55 % и 15 % акций Cyberview, принадлежавших Setia Haruman и NTT, соответственно, через Министерство финансов Inc (MOF Inc). Сделка дала MOF Inc 70 % акций, и с тех пор Cyberview остается государственной компанией. Затем Cyberview заключила соглашение с Setia Haruman и акционерами, включающими Country Heights Holdings Berhad (CHHB), Landmarks, Menara Embun (компания контролируемая MKLand) и Renong (теперь UEM World) с равными долями 25 %; позволившее Setia Haruman развивать Сайберджаю в качестве главного девелопера, а Cyberview стала землевладельцем. В 2004 году Country Heights Holdings и Landmarks продали свою долю в Setia Haruman компаниям, контролируемым MKLand, а именно Modern Eden (12,5 %), Impressive Circuits (12,5 %) и Virtual Path (25 %), в результате чего компании, контролируемые MKLand, стали основным акционером Setia Haruman.
Роль Cyberview выросла до реализации различных инициатив в области развития и правительства, в то время как Setia Haruman продолжала выполнять роль главного разработчика. В дополнение к этому, Cyberview также было поручено организовать городское хозяйство, взаимодействие с инвесторами и общественные программы Сайберджаи.
В 2014 году были предприняты усилия по превращению Сайберджаи из первого малайзийского кибергорода в глобальный технологический центр.
Занимая площадь около 28,94 км², город является ядром Мультимедийного суперкоридора, известного как MSC Malaysia. На местности, где сейчас находится Сайберджая, была в основном неосвоенная земля, состоящая из плантаций масличных пальм. С тех пор здесь проведены обширные строительные работы, включившие постройку гостиницы, многочисленных коммерческих зданий, офисов для компаний MSC Status, университетов, общественный клуб и здание местной администрации.

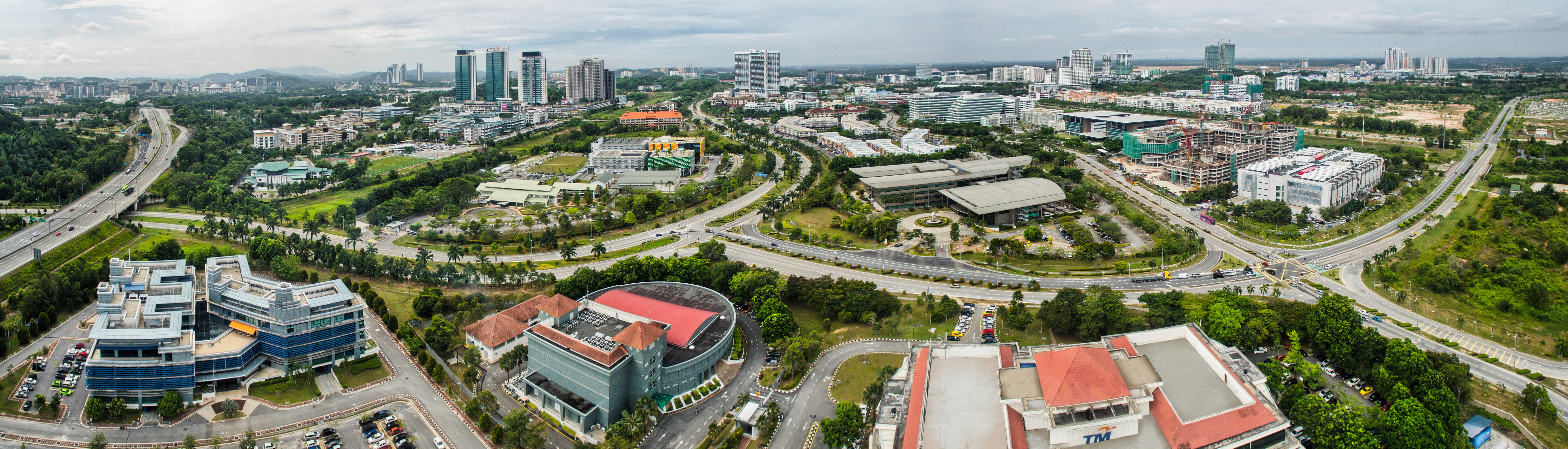
Вид на Сайберджаю сверху

Город строился как город будущего, но никаких конкретных целей характеризующих будущее объявлено не было. Штаб-квартира агентства Multimedia Development Corporation (MDeC, ранее MDC), которому поручено возглавить развитие Мультимедийного суперкоридора Малайзии, находится в самом сердце Сайберджаи.
Компания Setia Haruman также занимается постройкой таких объектов, как офисные здания, торговые площади и апартаменты, чтобы удовлетворить спрос рынка. Помимо того, что она является Главным девелопером в Сайберджае, Setia Haruman также является застройщиком и строит коммерческие, жилые и корпоративные здания для удовлетворения потребностей процветающего сообщества в Сайберджаи.

### Учебные заведения
Мультимедиа Университет является одним из высших учебных заведений и первым компонентом Сайберджаи. Университетский городок Сайберджаи был открыт 8 июля 1999 года. В университете в Сайберджае обучаются около 20 277 студентов. Примерно 19 % из них — иностранные студенты из 80 стран. Факультеты включают инженерные и информационные технологии, творческие мультимедиа и менеджмент. Этот кампус стал детищем четвёртого премьер-министра страны, Махатхира Мохамада, как центр обучения и исследований для Мультимедийного cуперкоридора, 750 км² территория, обозначенная как научно-производственная зона страны в сфере высоких технологий.

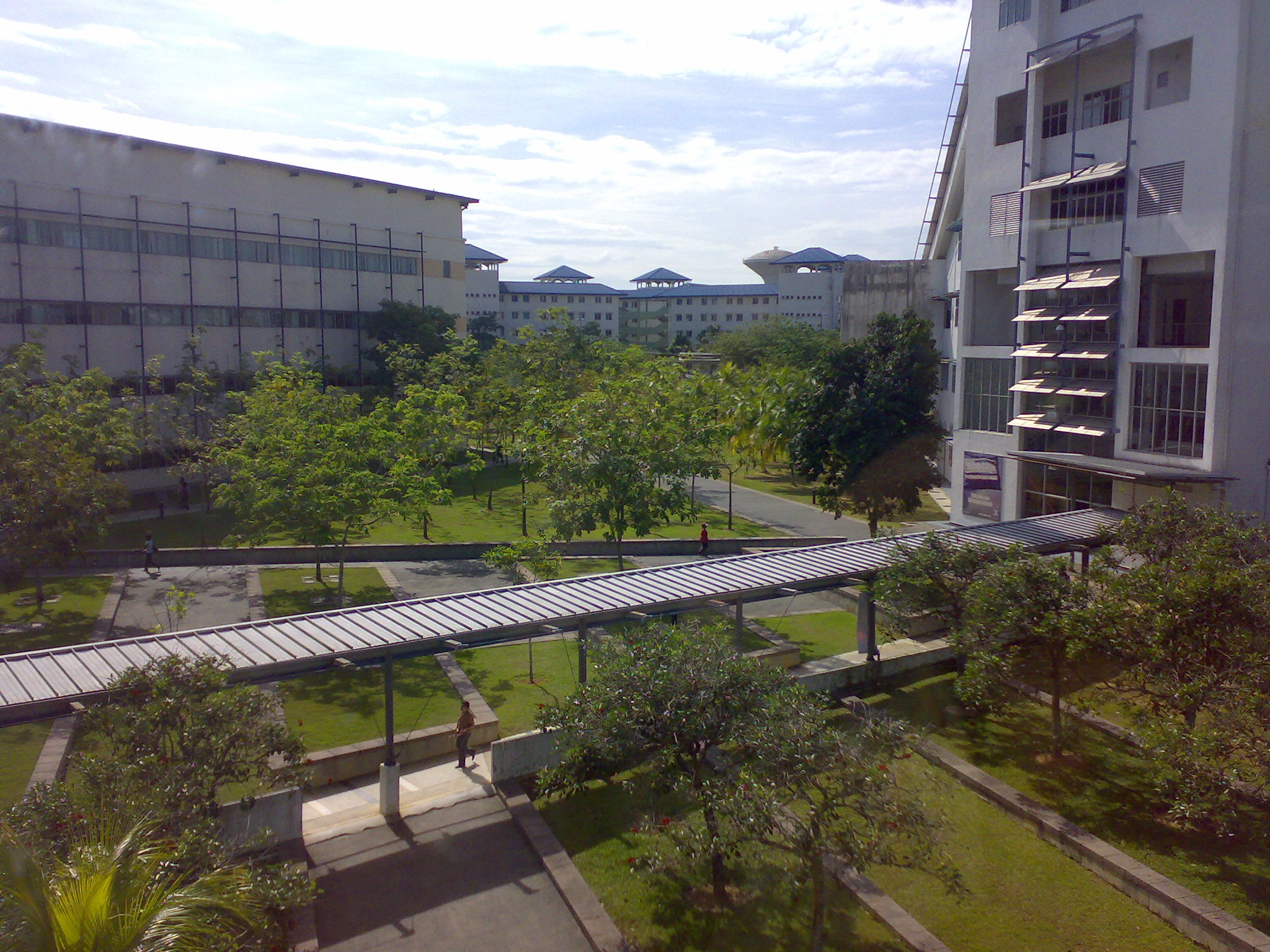
Университетский городок Мультимедиа Университета

Другими высшими учебными заведениями в Сайберджае являются Университет творческих технологий Лимкоквинг, Университет Малайзии в области компьютерных наук и инженерии, Университет Хериота-Уатта, Медицинский колледж Университета Сайберджаи; колледж Сайбер-Путра и Международный колледж Киркби.
Имеется школа Sekolah Seri Puteri, которая является Национальной средней школой полного пансиона (Sekolah Berasrama Penuh) для девочек.
Для обслуживания школьников из общего населения Сайберджаи существуют начальные (Sekolah Kebangsaan Cyberjaya) и средние (Sekolah Menengah Cyberjaya) государственные школы. Численность учащихся составляет около 350 и 750 человек в начальной и средней школе соответственно.
Корейское эмигрантское население района Куала-Лумпур обслуживается Корейской школой Малайзии в Сайберджае.